# Hiram Bingham III
Hiram Bingham III, född 19 november 1875 i Honolulu, Hawaii, död 6 juni 1956 i Washington, D.C., var en amerikansk upptäckare, historiker och republikansk politiker. Han var son till missionären Hiram Bingham II.
Bingham undervisade på Harvard University, Princeton University och Yale University och upptäckte Machu Picchu 1911 för sig själv och sina egna, då den redan var upptäckt av peruaner sedan länge. Han blev senare guvernör i Connecticut. Han hade dock den kortaste tjänstgöringstiden som guvernör i Connecticuts historia, en dag, varefter han avgick för att ta uppdraget som ledamot av USA:s senat.
Asteroiden 8291 Bingham är uppkallad efter honom.